# Rio Ixchayá
Rio Ixchayá é um rio centro-americano da Guatemala.